# マイク・スター
マイク・スター（Michael "Mike" Starr, 1950年7月29日 - ）は、アメリカ合衆国の俳優。
ニューヨーク・クイーンズ区出身。下積み時代は、バーテンダーやナイトクラブの用心棒をしていた。兄のボー・スターも俳優。
身長192センチという大柄な体格から、刑事、マフィアの手下などの善人・悪人を問わず、屈強な役が多い。

## 主な出演作品
- クルージング Cruising (1980)
- 武士道ブレード Bushido Blade (1981)
- ナチュラル The Natural (1984)
- キャッツ・アイ Cat's Eye (1985)
- プロテクター The Protector (1985)
- マネー・ピット The Money Pit (1986)
- オフビート Off Beat (1986)
- すみれは、ブルー Violets Are Blue (1986)
- キングコング2 King Kong Lives (1986)
- ラジオ・デイズ Radio Days (1987)
- フーズ・ザット・ガール Who's That Girl? (1987)
- ファイブ・コーナーズ/危険な天使たち Five Corners (1987)
- ファニー・ファーム/勝手にユートピア Funny Farm (1988)
- パンチライン Punchline (1988)
- ニューヨーク・ストーリー New York Stories (1989)
- ワイルド・チェンジ Lean on Me (1989)
- ベスト・コップ Collision Course (1989)
- おじさんに気をつけろ! Uncle Buck (1989)
- ブルックリン最終出口 Last Exit to Brooklyn (1989)
- 7月4日に生まれて Born on the Fourth of July (1989)
- ブルースチール Blue Steel (1989)
- ショック・トゥ・ザ・システム/殺意のシステム A Shock to the System (1990)
- グッドフェローズ Goodfellas (1990)
- ミラーズ・クロッシング Miller's Crossing (1990)
- ロー&オーダー Law & Order (1990, 1991, 1995) テレビドラマ
- ビリー・バスゲイト Billy Bathgate (1991)
- フリージャック Freejack (1992)
- マック/約束の大地 Mac (1992)
- ボディガード The Bodyguard (1992)
- 恋に落ちたら… Mad Dog and Glory (1993)
- ナイトトラップ 戦慄の銃弾 Night Trap (1993)
- ピンク・パンサーの息子 Son of the Pink Panther (1993)
- キャビンボーイ/ 航海、先に立たず Cabin Boy (1994)
- 未来は今 The Hudsucker Proxy (1994)
- 脅迫 Trial by Jury (1994)
- エド・ウッド Ed Wood (1994)
- 沈黙の要塞 On Deadly Ground (1994)
- ジム・キャリーはMr.ダマー Dumb & Dumber (1994)
- 赤ちゃんのおでかけ Baby's Day Out (1994)
- 恋する放火犯 A Pyromaniac's Love Story (1995)
- クロッカーズ Clockers (1995)
- サンドラ・ブロックの恋する泥棒 Two If by Sea (1996)
- ジャイアント・ピーチ James and the Giant Peach (1996)
- ブラッド&ワイン Blood and Wine (1996)
- 奴らに深き眠りを Hoodlum (1997)
- スネーク・アイズ Snake Eyes (1998)
- グロリア Gloria (1999)
- サマー・オブ・サム Summer of Sam (1999)
- エド Ed (2000-2002) テレビドラマ
- リセス ぼくらの夏休みを守れ! Recess: School's Out (2001) アニメ映画、声の出演
- ノックアラウンド・ガイズ Knockaround Guys (2001)
- 世界で一番パパが好き! Jersey Girl (2004)
- トラブル IN ベガス Elvis Has Left the Building (2004)
- アイス・ハーヴェスト 氷の収穫 The Ice Harvest (2005)
- ブラック・ダリア The Black Dahlia (2006)
- 最後の銃撃 Chicago Overcoat (2009)
- 塔の上のラプンツェル Tangled (2010) アニメ映画、声の出演
- デイズ・オブ・アワ・ライブス Days of Our Lives (2010) テレビドラマ
- LAW & ORDER:性犯罪特捜班 Law & Order: Special Victims Unit (2010) テレビドラマ
- キル・ザ・ギャング　36回の爆破でも死ななかった男 Kill the Irishman (2011)
- ザ・ヤング・アンド・ザ・レストレス The Young and the Restless (2011-2012) テレビドラマ
- シカゴ・ファイアー Chicago Fire (2013) テレビドラマ
- バッドサンタ2 Bad Santa 2 (2016)
- ミスター・メルセデス Mr. Mercedes (2018) テレビドラマ